# 1736 en architecture
| Années de l'architecture : 1733 - 1734 - 1735 - 1736 - 1737 - 1738 - 1739    |
| Décennies de l'architecture : 1700 - 1710 - 1720 - 1730 - 1740 - 1750 - 1760 |

Cet article présente les faits marquants de l'année 1736 en architecture.

## Réalisations
- Construction à Vienne de la Karlskirche (Église Saint-Charles-Borromée) par Johann Bernhard Fischer von Erlach, puis son fils Joseph Emanuel Fischer von Erlach après sa mort en 1716 (début de la commande en 1713).

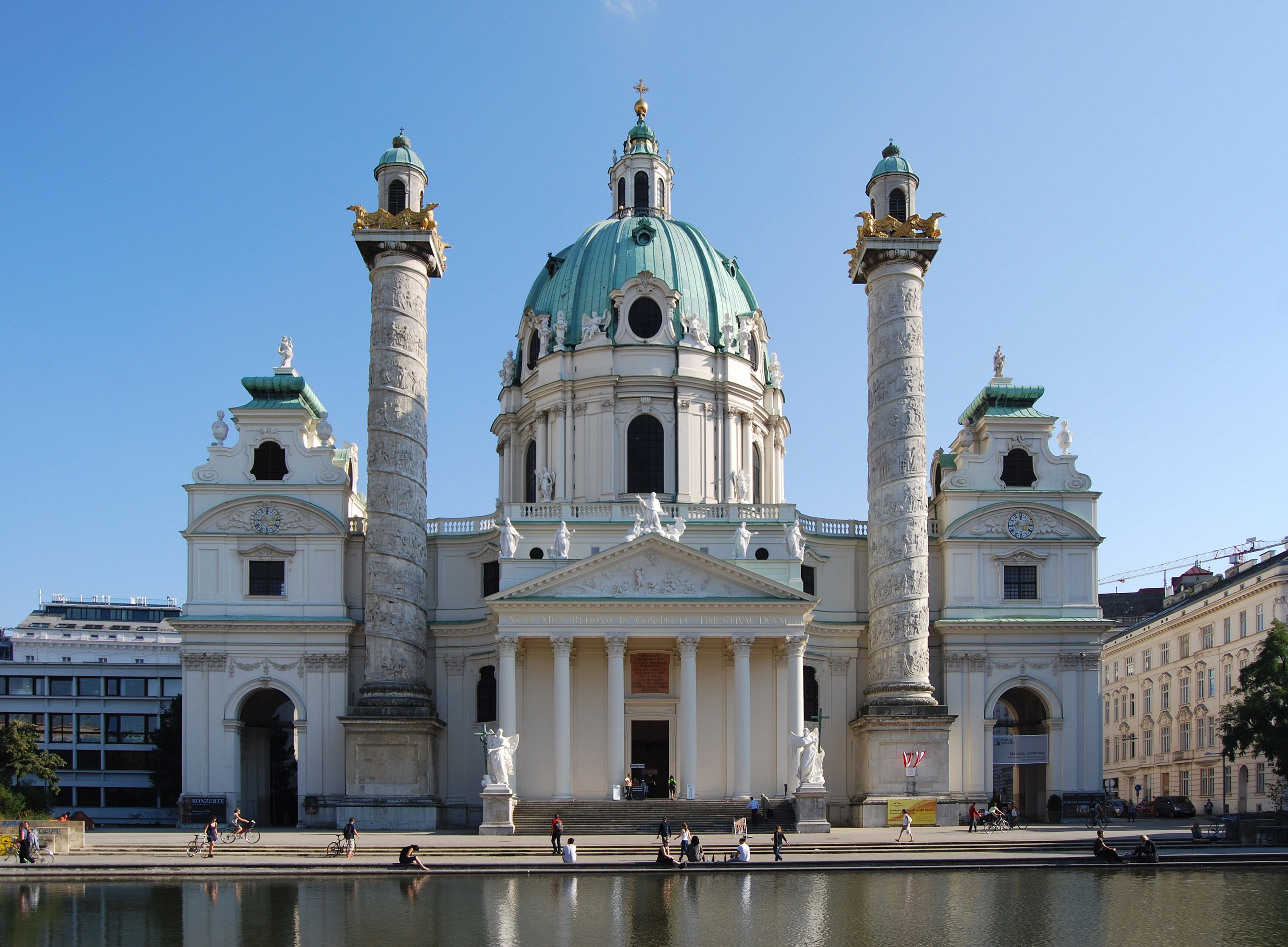
Façade de l'Église Saint-Charles-Borromée en 2016.

## Événements
- x

## Récompenses
- Prix de Rome (sujet : « une superbe maison de campagne avec toutes ses dépendances ») : Jean-Louis Pollevert (premier prix) ; Gabriel Pierre Martin Dumont (troisième prix).

## Décès
- 31 janvier : Filippo Juvarra (° 7 mars 1678).
- 25 mars : Nicholas Hawksmoor (° vers 1661).